# Christian von der Marwitz
Christian von der Marwitz (geb. 11. September 1705 in Diedersdorf; gest. 18. April 1775) war ein preußischer Landrat.

## Leben und Herkunft

Wappen derer von der Marwitz

Christian von der Marwitz war Angehöriger des brandenburgischen Adelsgeschlechts Marwitz. Er war der Sohn von Joachim Siegmund von der Marwitz (1657–1710), fürstlich anhalt-köthenscher Stallmeister und Erbherr auf Diedersdorf und Rosenthal. Seine Mutter war Catharina Elisabeth (1669–1714), Tochter des kurbrandenburgischen Obristen Alexander Magnus von Sydow (1622–1679). Christian besuchte zunächst die Ritterakademie (Brandenburg an der Havel), bevor er sich am 17. Januar 1724 an der Universität Halle für ein Studium der Rechte immatrikulierte. Nach Ende seines Studiums kehrte er zurück in die Heimat und wandte sich der Landwirtschaft zu. 1752 wurde er Nachfolger des verstorbenen Landrats Hans Joachim von Bornstedt im Kreis Friedeberg Nm. Im Juli 1762 wurde er zunächst von seinem Amt als Landrat suspendiert, dem 1763 die Resignation folgte. Amtsnachfolger wurde der zweite Sohn seines Vorgängers Carl Wilhelm von Bornstedt.

## Persönliches
Christian von der Marwitz erwarb im Jahr 1736 das Gut Falkenstein im Wert von 15.000 Talern. Als das Gut später mit 18.000 Talern verschuldet war, wurde es 1755 unter die Verwaltung eines Sequesters gestellt. Das Gut Falkenstein ging schließlich im Jahr 1770 an den Hauptgläubiger Friedrich Wilhelm von Knobbelsdorf auf Wuthenow über.

## Familie
Christian von der Marwitz war zwei Mal verheiratet. In erster Ehe vermählte er sich am 22. September 1739 mit Ernestine Friderike Gottliebe, geb. von Moerner aus dem Hause Klossow. In zweiter Ehe war er seit dem 23. Januar 1743 mit Sophie Luise von Brüsewitz (* 27. Februar 1727; † 1. Oktober 1758) verheiratet. Die Kinder aus dieser Ehe waren:
1. Hedwig Sophie Katharina (* 2. März 1744)
2. Luise Charlotte Elisabeth (* 7. November 1745; † 16. Mai 1802 in Greisenberg)
3. Joachim Christian (* 27. Oktober 1746; früh verstorben)
4. Kurt Friedrich (* 6. Oktober 1747; früh verstorben)
5. Ernestine Christiane (* 16. April 1749)
6. Hans George (* 21. Mai 1750; 7. Januar 1804 in Greifenberg), königl. preuß. Major; vermählt am 14. März 1782 mit Auguste Christiane Friderike von Krockow (* 7. November 1756)
7. Hans Friedrich Anton (* 20. März 1752; † 28. März 1809 in Breslau), königl. preuß. Hauptmann; vermählt  seit dem 31. Juli 1794 mit Helene Sophie Elisabeth Seidenburg († 11. April 1799)
8. Christian Gotthilf (* um 1753; früh verstorben)
9. Balthasar Konstantin (* 20. September 1754; † 20. Dezember 1783), königl. preuß. Fähnrich
10. Karl Fides (* 5. Oktober 1756; † 24. September 1793), königl. preuß. Leutnant